# Короленко Євген Сергійович
Євге́н Сергійович Короле́нко (нар. 15 жовтня 1938, с. Гвардійське, Первомайський район, Кримська область) — український науковець та державний діяч, доктор медичних наук, професор. Міністр охорони здоров'я України (липень 1995-липень 1996). Завідувач кафедри соціальної медицини та організації охорони здоров'я Кримського державного медичного університету імені С. І. Георгієвського (1997-2008). Заслужений лікар УРСР.

## Життєпис
Народився в селі Гвардійське, Первомайського району, Кримської області в родині Сергія Григоровича та Анастасії Яківни Короленків.
Протягом 1957-1959 років працював в колгоспі «Прогрес» (с. Гвардійське). У вересні 1959 року вступив на лікувальний факультет Кримського медичного інституту у Симферополі, який закінчив у липні 1965 року та отримав диплом за фахом лікар-кардіолог. По закінченню вишу, у отримав направлення на роботу до Токмацької центральної районної лікарні Запорізької області, де пропрацював вісім років, до квітня 1973 року, на посаді лікаря та заступника головного лікаря Токмацької ЦРЛ. Протягом квітня 1973 — жовтня 1991 років працював головним лікарем Василівської центральної районної лікарні Запорізької області, згодом головним лікарем Запорізької обласної клінічної лікарні.
У 1991 — 1993 роках — завідувач відділу охорони здоров'я Кримського облвиконкому. 1993 року, у Кримському медичному інституті, захистив кандидатську дисертацію на тему: «Прогнозування результатів електроімпульсної терапії в хворих з миготінням передсердець» та отримав науковий ступінь кандидата медичних наук. Протягом 1993-1995 років обіймав посаду міністра охорони здоров'я Автономної Республіки Крим, а у 1995-1996 роках — Міністр охорони здоров'я України. 1996 року, у Кримському республіканському НДІ фізичних методів лікування та медичної кліматології ім. І. Сєченова, захистив докторську дисертацію на тему: «Автоматизована інформаційно-прогностична система санаторно-курортного лікування хворих на хронічні неспецифічні захворювання легень» та отримав науковий ступінь доктора медичних наук. 1997–2008 роках обіймав посаду завідувача кафедри соціальної медицини і організації охорони здоров'я; водночас у 1997–1999 роках був проректором з інституту післядипломної освіти Кримського державного медичного університету імені С. І. Георгієвського.

## Відзнаки, нагороди
- 1979 — лікар-організатор охорони здоров'я вищої категорії;
- 1981 — «Відмінник охорони здоров'я»;
- 1985 — орден «Знак Пошани»;
- 1986 — Заслужений лікар УРСР;
- дві медалі.

## Праці
Автор (співавтор) 80 наукових та 26 навчально-методичних праць, зокрема монографій:
- 1993 — навчальний посібник «Таблицы смертности и средней продолжительности жизни населения Крыма», «Прогнозирование результатов электроимпульсной терапии у больных с мерцанием предсердий»;
- 1994 — «Системна артеріальна гіпертензія при хронічних обструктивних захворюваннях легенів» (співавтор);
- 1995 — «Серцево-судинні захворювання та синдроми при патології легенів» (співавтор);
- 1996 — «Автоматизована інформаційно-прогностична система санаторно-курортного лікування хворих з неспецифічними захворюваннями легенів»;
- 2008 — «Аналіз роботи сімейної медицини в м. Сімферополі (на прикладі філії сімейної медицини з міського поліклінічного об’єднання)» (співавтор) // Вісник соціальної гігієни та організації охорони здоров’я України. — 2008. — № 3.

## Політична кар'єра
Висунутий кандидатом в народні депутати трудовим колективом Запорізької обласної клінічної лікарні та 18 березня 1990 року обраний Народним депутатом України: 2-й тур — 56,81% голосів та 1-ше місце серед 8 претендентів. Входив до групи «За радянську суверенну Україну».
Кандидат в народні депутати України, Верховної Ради XIII скликання. Висунутий виборцями Комунарського виборчого округу № 181, Запорізької області: 1-й тур — 31,83% голосів та 2-ге місце з 2-ох претендентів. Член Комісії Верховної Ради України з питань здоров'я людини.

## Родина
Одружений (дружина Ганна Андріївна, 1945 р. н. — лікар за фахом). У подружжя Короленків двоє дітей — сини Ігор (1966 р. н.) — юрист-міжнародник та Сергій (1971 р. н.) — економіст-міжнародник.